# Xujiagou
Xujiagou (kinesiska: 许家沟, 许家沟乡) är en socken i Kina. Den ligger i provinsen Henan, i den centrala delen av landet, omkring 160 kilometer norr om provinshuvudstaden Zhengzhou. Antalet invånare är 35 545. Befolkningen består av 17 742 kvinnor och 17 803 män. Barn under 15 år utgör 22,0 %, vuxna 15-64 år 71 %, och äldre över 65 år 5,0 %.
Genomsnittlig årsnederbörd är 641 millimeter. Den regnigaste månaden är juli, med i genomsnitt 220 mm nederbörd, och den torraste är januari, med 5 mm nederbörd.